# Universíada de Verão de 1963

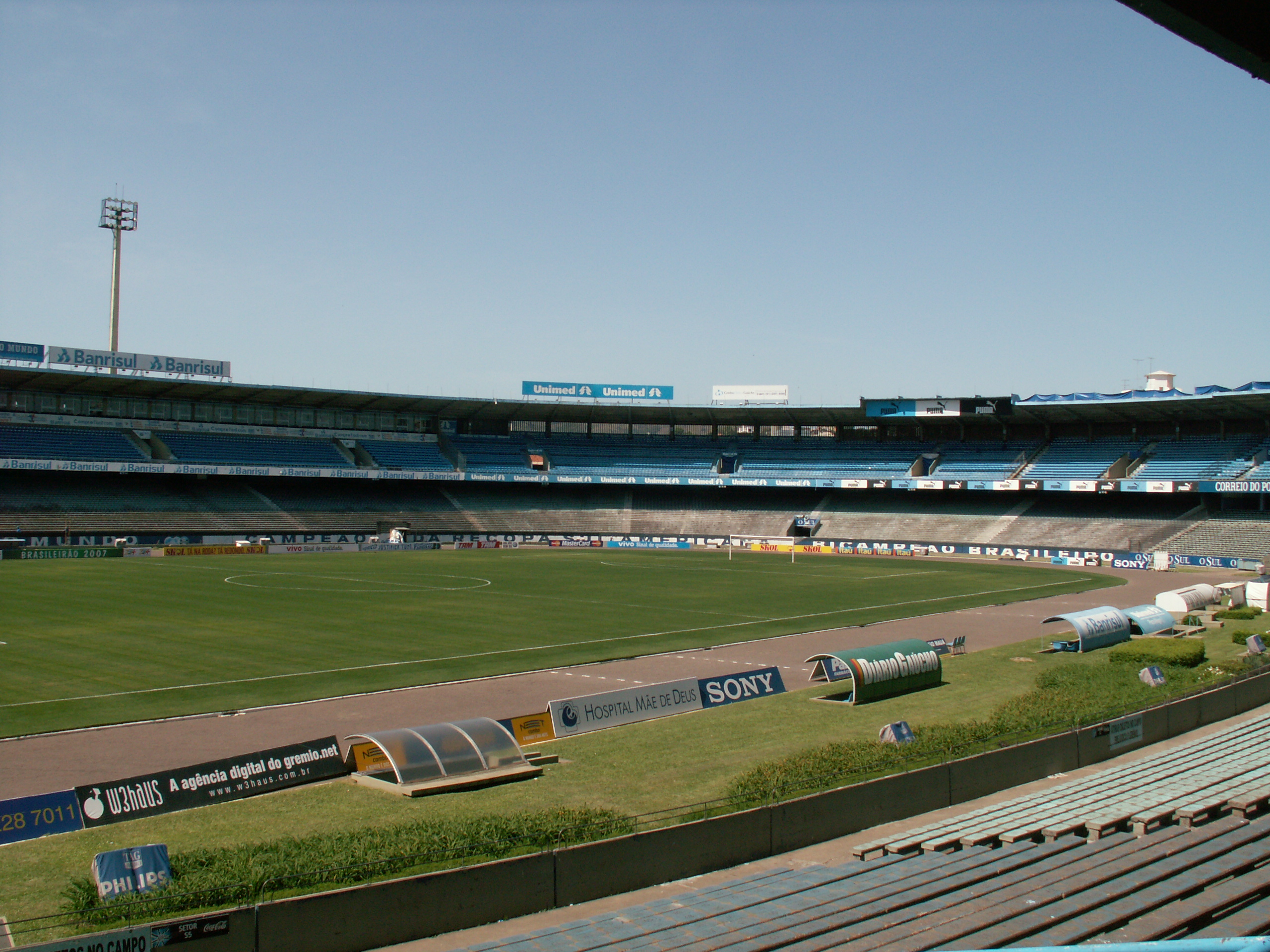
O Estádio Olímpico Monumental local da cerimônia de abertura

A III Universíada de Verão foi realizada em Porto Alegre, capital do estado brasileiro do Rio Grande do Sul, entre 30 de agosto e 8 de setembro de 1963.
A cidade precisou ser modificada porque as provas aconteceram em diversos locais, sendo até hoje considerado o maior evento realizado na história da cidade. Foi construída uma vila olímpica, hoje um bairro da cidade, com dezenas de prédios e mais de 450 apartamentos. Também foi construído um ginásio de esportes especialmente para o evento, o Ginásio da Brigada Militar. Por volta de 700 atletas de 27 países participaram do evento.
Pela primeira vez, a Universíade foi realizada no hemisfério sul e no período de inverno, o que causou um esvaziamento no evento.

## Organização

### Locais de competição
O estádio do Grêmio (Estádio Olímpico Monumental) acolheu as disputas do atletismo. O basquete foi realizado em um ginásio construído para o evento, o Ginásio Universíade. A esgrima teve como palco o Armazém D-4 do Cais do Porto.
As provas da ginástica artística, da natação e dos saltos ornamentais foram realizadas no Grêmio Náutico União. O polo aquático foi disputado nas piscinas do Petrópole Tênis Clube. As partidas de tênis aconteceram nas quadras da Associação Leopoldina Juvenil, enquanto as de vôlei ocorreram na SOGIPA. 

### Cerimônia de abertura
A cerimônia de abertura ocorreu no Estádio Olímpico Monumental e contou com um coral de 6 mil vozes, que iniciou com o hino oficial, "Gaudeamus igitur". Houve o desfile das nações participantes e o campeão olímpico Adhemar Ferreira da Silva acendeu a pira simbólica sob uma salva de 32 tiros de canhão.

## Incidente
Durante o evento, houve a fuga de um dos integrantes do time de basquete de Cuba. Roberto Perez Ondarse saiu para passear com dois companheiros de equipe no Centro de Porto Alegre e desapareceu. Posteriormente, foi revelado que Ondarse fugiu para São Paulo. Temendo o regime comunista que havia se instalado em Cuba, decidiu permanecer no Brasil e aguardar pela regularização de sua situação. Outro fato decisivo para a permanência de Ondarse é que, anos antes, em Cuba, conhecera Maria Lúcia Caldeira, atleta brasileira da equipe de vôlei - também participante da Universíade - e com quem pretendia casar-se.

## Países participantes
A Universíada de Verão de 1963 sofreu redução em termos de participantes, em relação à edição anterior, realizada na Bulgária: de 32 para 27 países e de 1.270 para 713 atletas.
| \| - RSA África do Sul - FRG Alemanha Ocidental - GDR Alemanha Oriental - ARG Argentina - BEL Bélgica - BRA Brasil - BUL Bulgária - TCH Checoslováquia - CHI Chile - CUB Cuba \| - ESP Espanha - FRA França - GBR Grã-Bretanha - HUN Hungria - ISR Israel - ITA Itália - YUG Iugoslávia - JPN Japão - LUX Luxemburgo - NOR Noruega \| - NED Países Baixos - PER Peru - POL Polônia - POR Portugal - SUI Suíça - URS União Soviética - URU Uruguai - VEN Venezuela \| | | |
| - RSA África do Sul - FRG Alemanha Ocidental - GDR Alemanha Oriental - ARG Argentina - BEL Bélgica - BRA Brasil - BUL Bulgária - TCH Checoslováquia - CHI Chile - CUB Cuba | - ESP Espanha - FRA França - GBR Grã-Bretanha - HUN Hungria - ISR Israel - ITA Itália - YUG Iugoslávia - JPN Japão - LUX Luxemburgo - NOR Noruega | - NED Países Baixos - PER Peru - POL Polônia - POR Portugal - SUI Suíça - URS União Soviética - URU Uruguai - VEN Venezuela |

## Modalidades
Essas foram as modalidades disputadas. Os números entre parênteses representam o número de eventos de cada modalidade:

### Obrigatórias
As modalidades obrigatórias são determinadas pela Federação Internacional do Esporte Universitário (FISU) e, salvo alteração feita na Assembléia Geral da FISU, valem para todas as Universíadas de Verão.
| - Atletismo (29) - Basquetebol (1) - Esgrima (8) | - Ginástica artística (4) - Natação (15) - Polo aquático (1) | - Saltos ornamentais (4) - Tênis (5) - Voleibol (2) |

### Opcional
Não houve modalidades opcionais nesta edição.

## Quadro de medalhas
O quadro de medalhas é uma lista que classifica as Federações Nacionais de Esportes Universitários (NUSF) de acordo com o número de medalhas conquistadas. O país em destaque é o anfitrião.
| Ordem                                           | País                   | Medalha de ouro | Medalha de prata | Medalha de bronze |    |
| ----------------------------------------------- | ---------------------- | --------------- | ---------------- | ----------------- | -- |
| 1                                               | URS União Soviética    | 19              | 12               | 3                 | 34 |
| 2                                               | HUN Hungria            | 18              | 13               | 6                 | 37 |
| 3                                               | FRG Alemanha Ocidental | 10              | 11               | 14                | 35 |
| 4                                               | JPN Japão              | 9               | 3                | 6                 | 18 |
| 5                                               | GBR Grã-Bretanha       | 4               | 6                | 3                 | 13 |
| 6                                               | ITA Itália             | 3               | 5                | 10                | 18 |
| 7                                               | POL Polônia            | 2               | 1                |                   | 3  |
| 8                                               | BRA Brasil             | 2               |                  | 9                 | 11 |
| 9                                               | FRA França             | 1               | 6                | 3                 | 10 |
| 10                                              | CUB Cuba               | 1               | 2                | 5                 | 8  |
| Nenhum outro país lusófono conquistou medalhas. |                        |                 |                  |                   |    |